# Earl Metcalfe
Earl Metcalfe (11 de março de 1889 - 26 de janeiro de 1928) foi um ator de cinema e cineasta estadunidense da era do cinema mudo, que atuou em 151 filmes entre 1912 e 1928, e dirigiu 20 filmes para a Lubin Manufacturing Company, entre 1915 e 1916.

## Biografia
Nasceu Earl Keeney Metcalf a 11 de março de 1889 em Newport (Kentucky). Foi um dos membros da Forepaugh Stock Acting Company, companhia teatral gerenciada por John A. Forepaugh,que esteve ativa entre 1893 e 1907.
O primeiro filme em que atuou foi o curta-metragem A Romance of the Border, em 1912, pela Lubin Manufacturing Company. Atuou em vários curta-metragens pela Lubin, entre os anos 1912 e 1916, e em 1916 atuou no seriado Perils of Our Girl Reporters, pela Niagara Film Studios, ao lado de Zena Keefe e Helen Greene. Atuou também pela Select Pictures Corporation, Fox Film, Universal Pictures e MGM, entre outras. Seu último filme foi o seriado Eagle of the Night, em 1928.

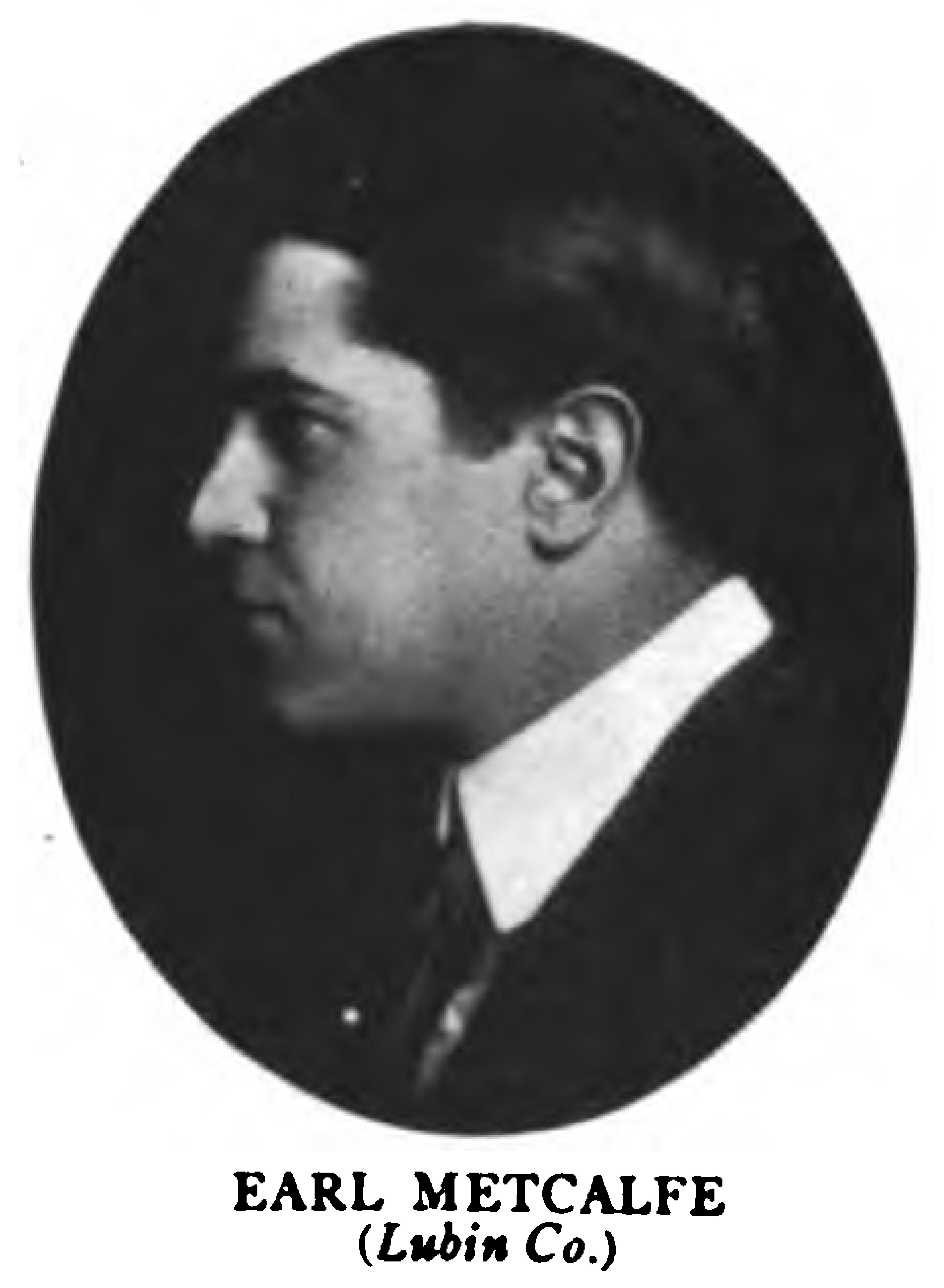
Earl Metcalfe, diretor e ator da Lubin Manufacturing Company.

Sua atuação era tão realista que, durante a filmagem de uma cena de briga no filme Darkness Before Dawn (1915), quebrou três dentes do ator Joseph Kaufman.
Como diretor, seu primeiro filme foi His Three Brides, em 1915, para a Lubin. Dirigiu mais dezenove filmes para a Lubin, o último deles Mr. Housekeeper, em 1916.
Metcalfe morreu aos 39 anos em 26 de janeiro de 1928 Burbank (Califórnia), em um acidente ocorrido durante filmagens de um filme de aviação em Burbank, Califórnia. Talvez este acidente tenha acontecido durante a filmagem de um dos seus últimos dois filmes porque ambos estão localizados no ambiente de aviação - infelizmente não existem informações mais específicas sobre as circunstâncias da sua morte. Presume-se que tenha sido durante a gravação do seriado Eagle of the Night (1928), pois estava acompanhado de Roy Wilson, que também atuou nesse seriado. Na ocasião do acidente, Metcalfe estava tendo lições de aviação, e estava sentado no cockpit atrás de seu instrutor, Roy Wilson, em sua quarta aula. Wilson relatou para a polícia que, repentinamente, o avião entrou em “double roll” e, quando foi controlado, Metcalfe já não estava, havia caído.
Foi cremado e suas cinzas foram entregues à família.

## Filmografia parcial

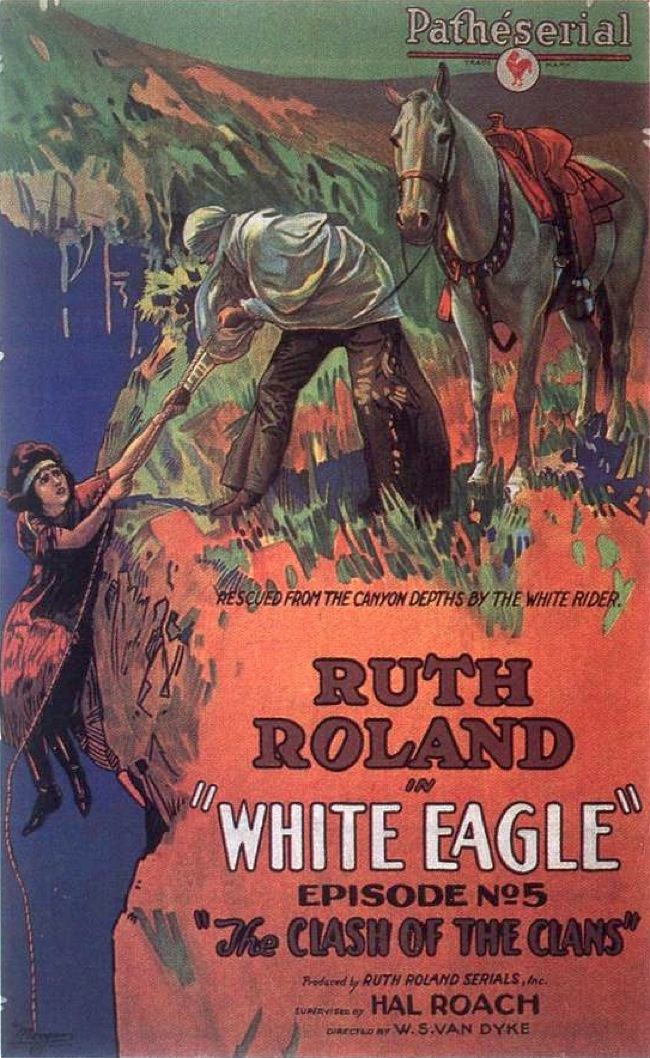
cartaz do seriado White Eagle (1922), com Ruth Roland e Earl Metcalfe.

### Diretor
- His Three Brides (1915)
- Blaming the Duck, or Ducking the Blame (1915)
- And the Parrot Said...? (1915)
- Bashful Billie (1915)
- An Unwilling Burglar (1915)
- Billie's Headache (1916)
- A Skate for a Bride (1916)
- Insomnia (1916)
- Cured (1916)
- The Election Bet (1916)
- Billie's Lucky Bill (1916)
- A Temporary Husband (1916)
- Billie's Revenge (1916)
- Hamlet Made Over (1916)
- Some Boxer (1916)
- Dare Devil Bill (1916)
- Love One Another (1916)
- Billie's Double (1916)
- A Wise Waiter (1916)
- Mr. Housekeeper (1916)

### Ator
- A Romance of the Border (1912)
- A Girl's Bravery (1912)
- The Moonshiner's Daughter (1912)
- Gentleman Joe (1912)
- Juan and Juanita (1912)
- The Water Rats (1912)
- Kitty and the Bandits (1912)
- The Bravery of Dora (1912)
- The Mexican Spy (1913)
- Private Smith (1913)
- The Price of Jealousy (1913)
- Down on the Rio Grande (1913)
- The Regeneration of Nancy (1913)
- The First Prize (1913)
- The Soul of a Rose (1913)
- Sixes and Nines (1913)
- The Moonshiner's Wife (1913)
- Women of the Desert (1913)
- The Eye of a God (1913)
- Beating Mother to It (1913)
- A Florida Romance (1913)
- The Judgment of the Deep (1913)
- The Great Pearl (1913)
- The Wine of Madness (1913)
- From Ignorance to Light (1913)
- Her Husband's Picture (1913)
- The Call of the Heart (1913)
- Into the Light (1913)
- In the Southland (1913)
- A Sleepy Romance (1913)
- Making Good (1913)
- The Momentous Decision (1913)
- The Beloved Adventurer (1914)
- Perils of Our Girl Reporters (1916)
- A Thief in the Night (1915)
- The Last Shot (1916)
- The World to Live In (1919)
- White Eagle (1920)
- The Silent Accuser (1924)
- Silk Stocking Sal (1924)
- Love's Blindness (1926)
- Partners Again (1926)
- With Buffalo Bill on the U. P. Trail (1926)
- The Notorious Lady (1927)
- Eagle of the Night (1928)